# Campionat d'Europa de billar de carambola quadre 71/2
El Campionat d'Europa de billar de carambola quadre 71/2 fou un torneig de billar en la modalitat de quadre 71/2, que es disputà de forma anual des de 1947. Inicialment fou organitzat per la Union Internationale des Fédérations des Amateurs de Billard (UIFAB) fins 1958. El 1957 un altre campionat fou organitzat paral·lelament per la Fédération Internationale de Billard (FIB). Per tant, aquest any hi va haver dos campions. A partir de 1959 l'organitzador esdevingué la Confédération Européenne de Billard (CEB).

## Historial
Font:
| Campionat de la Union Internationale des Fédérations des Amateurs de Billard | Campionat de la Union Internationale des Fédérations des Amateurs de Billard | Campionat de la Union Internationale des Fédérations des Amateurs de Billard | Campionat de la Union Internationale des Fédérations des Amateurs de Billard | Campionat de la Union Internationale des Fédérations des Amateurs de Billard | Campionat de la Union Internationale des Fédérations des Amateurs de Billard | Campionat de la Union Internationale des Fédérations des Amateurs de Billard |
| Num.                                                                         | Any                                                                          | Seu                                                                          | Campió                                                                       | P.                                                                           | Finalista                                                                    | P.                                                                           |
| ---------------------------------------------------------------------------- | ---------------------------------------------------------------------------- | ---------------------------------------------------------------------------- | ---------------------------------------------------------------------------- | ---------------------------------------------------------------------------- | ---------------------------------------------------------------------------- | ---------------------------------------------------------------------------- |
| 01                                                                           | 1947                                                                         | Amsterdam                                                                    | Piet van de Pol                                                              | 14,78                                                                        | Piet de Leeuw                                                                | 16,17                                                                        |
| 02                                                                           | 1948                                                                         | París                                                                        | Piet van de Pol                                                              | 18,92                                                                        | René Vingerhoedt                                                             | 18,31                                                                        |
| 03                                                                           | 1949                                                                         | París                                                                        | Joaquim Domingo                                                              | 17,31                                                                        | Piet van de Pol                                                              | 16,45                                                                        |
| 04                                                                           | 1950                                                                         | Lieja                                                                        | Clement van Hassel                                                           | 19,63                                                                        | Piet van de Pol                                                              | 17,30                                                                        |
| 05                                                                           | 1951                                                                         | Huelva                                                                       | Piet van de Pol                                                              | 21,17                                                                        | Clément van Hassel                                                           | 14,50                                                                        |
| 06                                                                           | 1952                                                                         | Mülhausen                                                                    | Walter Lütgehetmann                                                          | 20,59                                                                        | Piet van de Pol                                                              | 22,82                                                                        |
| 07                                                                           | 1953                                                                         | Viersen                                                                      | Walter Lütgehetmann                                                          | 24,24                                                                        | Piet van de Pol                                                              | 18,51                                                                        |
| 08                                                                           | 1954                                                                         | Brussel·les                                                                  | Clément van Hassel                                                           | 17,50                                                                        | René Vingerhoedt                                                             | 20,64                                                                        |
| 09                                                                           | 1955                                                                         | Barcelona                                                                    | Salvador Ortí Vélez                                                          | 12,13                                                                        | Joaquim Domingo                                                              | 11,81                                                                        |
| 10                                                                           | 1956                                                                         | Lieja                                                                        | Piet van de Pol                                                              | 15,42                                                                        | Walter Lütgehetmann                                                          | 21,25                                                                        |
| 11                                                                           | 1957/1¹                                                                      | Thionville                                                                   | José Gálvez                                                                  | 11,25                                                                        | Louis Chassereau                                                             | 09,82                                                                        |
| Campionat de la Fédération Internationale de Billard                         |                                                                              |                                                                              |                                                                              |                                                                              |                                                                              |                                                                              |
| Num.                                                                         | Any                                                                          | Seu                                                                          | Campió                                                                       | P.                                                                           | Finalista                                                                    | P.                                                                           |
| 12                                                                           | 1957/2¹                                                                      | Mönchengladbach                                                              | Emile Wafflard                                                               | 24,54                                                                        | Walter Lütgehetmann                                                          | 21,41                                                                        |
| Campionat de la Union Internationale des Fédérations des Amateurs de Billard |                                                                              |                                                                              |                                                                              |                                                                              |                                                                              |                                                                              |
| Num.                                                                         | Any                                                                          | Seu                                                                          | Campió                                                                       | P.                                                                           | Finalista                                                                    | P.                                                                           |
| 13                                                                           | 1958                                                                         | Arnheim                                                                      | Emile Wafflard                                                               | 25,30                                                                        | Walter Lütgehetmann                                                          | 31,16                                                                        |
| Campionat de la Confédération Européenne de Billard                          |                                                                              |                                                                              |                                                                              |                                                                              |                                                                              |                                                                              |
| Num.                                                                         | Any                                                                          | Seu                                                                          | Campió                                                                       | P.                                                                           | Finalista                                                                    | P.                                                                           |
| 14                                                                           | 1959                                                                         | Brussel·les                                                                  | Emile Wafflard                                                               | 28,86                                                                        | Joseph Vervest                                                               | 22,54                                                                        |
| 15                                                                           | 1960                                                                         | Múrcia                                                                       | Emile Wafflard                                                               | 27,27                                                                        | René Vingerhoedt                                                             | 21,44                                                                        |
| 16                                                                           | 1961                                                                         | Thionville                                                                   | Laurent Boulanger                                                            | 15,79                                                                        | Walter Lütgehetmann                                                          | 16,14                                                                        |
| 17                                                                           | 1962                                                                         | Ostende                                                                      | Laurent Boulanger                                                            | 28,85                                                                        | Henk Scholte                                                                 | 28,67                                                                        |
| 18                                                                           | 1963                                                                         | Den Helder                                                                   | Raymond Ceulemans                                                            | 24,56                                                                        | Henk Scholte                                                                 | 18,25                                                                        |
| 19                                                                           | 1964                                                                         | Spa                                                                          | José Gálvez                                                                  | 19,26                                                                        | Raymond Ceulemans                                                            | 33,33                                                                        |
| 20                                                                           | 1965                                                                         | Thionville                                                                   | Henk Scholte                                                                 | 24,70                                                                        | Siegfried Spielmann                                                          | 22,67                                                                        |
| 21                                                                           | 1966                                                                         | Tournai                                                                      | Raymond Ceulemans                                                            | 53,84                                                                        | Jean Marty                                                                   | 46,53                                                                        |
| 22                                                                           | 1967                                                                         | Heerlen                                                                      | Jean Marty                                                                   | 48,97                                                                        | Raymond Ceulemans                                                            | 26,91                                                                        |
| 23                                                                           | 1968                                                                         | Tarragona                                                                    | Raymond Ceulemans                                                            | 29,57                                                                        | Jean Marty                                                                   | 33,31                                                                        |
| 24                                                                           | 1969                                                                         | Roubaix                                                                      | Jean Marty                                                                   | 67,74                                                                        | Raymond Ceulemans                                                            | 63,30                                                                        |
| 25                                                                           | 1971                                                                         | Valkenburg                                                                   | Raymond Ceulemans                                                            | 57,38                                                                        | Léo Corin                                                                    | 27,85                                                                        |
| 26                                                                           | 1973                                                                         | Castelló                                                                     | Ludo Dielis                                                                  | 41,18                                                                        | Hans Vultink                                                                 | 25,35                                                                        |
| 27                                                                           | 1974                                                                         | Heeswijk-Dinther                                                             | Francis Connesson                                                            | 43,00                                                                        | Ludo Dielis                                                                  | 40,44                                                                        |
| 28                                                                           | 1975                                                                         | Essen                                                                        | Francis Connesson                                                            | 50,00                                                                        | Dieter Müller                                                                | 46,27                                                                        |
| 29                                                                           | 1976                                                                         | Toulouse                                                                     | Franz Stenzel                                                                | 36,84                                                                        | Francis Connesson                                                            | 40,85                                                                        |
| 30                                                                           | 1977                                                                         | Terneuzen                                                                    | Dieter Müller                                                                | 58,33                                                                        | Franz Stenzel                                                                | 33,06                                                                        |
| 31                                                                           | 1978                                                                         | Straßburg                                                                    | Dieter Müller                                                                | 95,45                                                                        | Francis Connesson                                                            | 70,86                                                                        |
| 32                                                                           | 1979                                                                         | Quierschied                                                                  | Raymond Ceulemans                                                            | 50,33                                                                        | Francis Connesson                                                            | 46,02                                                                        |
| 33                                                                           | 1980                                                                         | Torhout                                                                      | Francis Connesson                                                            | 58,82                                                                        | Hans Vultink                                                                 | 53,87                                                                        |
| 34                                                                           | 1982                                                                         | Dudelange                                                                    | Christ van der Smissen                                                       | 40,05                                                                        | Fonsy Grethen                                                                | 33,39                                                                        |
| 35                                                                           | 1983                                                                         | Marsella                                                                     | Jan Arnouts                                                                  | 40,90                                                                        | Franz Stenzel                                                                | 48,64                                                                        |
| 36                                                                           | 1985                                                                         | Erkelenz                                                                     | Fonsy Grethen                                                                | 41,87                                                                        | Franz Stenzel                                                                | 36,03                                                                        |
| 37                                                                           | 1987                                                                         | Mollerussa                                                                   | Fonsy Grethen                                                                | 68,18                                                                        | Franz Stenzel                                                                | 45,41                                                                        |
| 38                                                                           | 1989                                                                         | Wijchen                                                                      | Stephan Horvath                                                              | 34,58                                                                        | Wolfgang Zenkner                                                             | 37,35                                                                        |
| 39                                                                           | 1990                                                                         | Ciutat de Luxemburg                                                          | Fonsy Grethen                                                                | 25,00                                                                        | Frédéric Caudron                                                             | 33,64                                                                        |
| 40                                                                           | 1991                                                                         | De Haan                                                                      | Frédéric Caudron                                                             | 41,11                                                                        | Franz Stenzel                                                                | 34,05                                                                        |
| 41                                                                           | 1992                                                                         | Hooglede                                                                     | Stephan Horvath                                                              | 30,30                                                                        | Peter de Backer                                                              | 35,00                                                                        |
| 42                                                                           | 1993                                                                         | Ieper                                                                        | Peter de Backer                                                              | 30,63                                                                        | Rafael García                                                                | 35,00                                                                        |
| 43                                                                           | 1997                                                                         | Brünn                                                                        | Henri Tilleman                                                               | 30,45                                                                        | Fonsy Grethen                                                                | 44,48                                                                        |
| 44                                                                           | 1998                                                                         | Ronchin                                                                      | Michael Hikl                                                                 | 37,89                                                                        | Patrick Niessen                                                              | 28,73                                                                        |
| 45                                                                           | 1999                                                                         | Ronchin                                                                      | Fonsy Grethen                                                                | 58,75                                                                        | Ad Klijn                                                                     | 26,92                                                                        |
| 46                                                                           | 2000                                                                         | Ronchin                                                                      | Thomas Nockemann                                                             | 48,18                                                                        | Fonsy Grethen                                                                | 64,57                                                                        |
| 47                                                                           | 2001                                                                         | Aalten                                                                       | Thomas Nockemann                                                             | 51,29                                                                        | Henri Tilleman                                                               | 41,80                                                                        |
| 48                                                                           | 2002                                                                         | Ronchin                                                                      | Patrick Niessen                                                              | 41,66                                                                        | Thomas Nockemann                                                             | 23,09                                                                        |
| 49                                                                           | 2003                                                                         | Ronchin                                                                      | Patrick Niessen                                                              | 37,87                                                                        | Arnim Kahofer                                                                | 49,48                                                                        |
| 50                                                                           | 2004                                                                         | Winschoten                                                                   | Patrick Niessen                                                              | 73,52                                                                        | Louis Edelin                                                                 | 57,52                                                                        |
| 51                                                                           | 2005                                                                         | Cervera                                                                      | Patrick Niessen                                                              | 50,00                                                                        | Esteve Mata                                                                  | 29,38                                                                        |
| 52                                                                           | 2006                                                                         | Écully                                                                       | Henri Tilleman                                                               | 32,15                                                                        | Patrick Niessen                                                              | 34,82                                                                        |
| 53                                                                           | 2007                                                                         | Atenes                                                                       | Xavier Gretillat                                                             | 34,82                                                                        | Patrick Niessen                                                              | 52,42                                                                        |
| 54                                                                           | 2008                                                                         | Domburg                                                                      | Henri Tilleman                                                               | 46,05                                                                        | Marek Faus                                                                   | 36,75                                                                        |
| 55                                                                           | 2009                                                                         | Herten                                                                       | Esteve Mata                                                                  | 34,04                                                                        | Marek Faus                                                                   | 35,86                                                                        |
| 56                                                                           | 2011                                                                         | Haarlo                                                                       | Henri Tilleman                                                               | 36,72                                                                        | Patrick Niessen                                                              | 58,33                                                                        |
| 57                                                                           | 2013                                                                         | Brandenburg/Havel                                                            | Raymund Swertz                                                               | 40,00                                                                        | Marek Faus                                                                   | 45,45                                                                        |
| 58                                                                           | 2015                                                                         | Brandenburg/Havel                                                            | Raymund Swertz                                                               | 40,90                                                                        | Dave Christiani                                                              | 49,75                                                                        |
| 59                                                                           | 2017                                                                         | Brandenburg/Havel                                                            | Raúl Cuenca                                                                  | 47,36                                                                        | Dave Christiani                                                              | 27,23                                                                        |
| 60                                                                           | 2019                                                                         | Brandenburg/Havel                                                            | Raymund Swertz                                                               | 50,00                                                                        | Sven Daske                                                                   | 23,24                                                                        |

Notes
¹L'any 1957 es van disputar dos campionats, Union Internationale des Fédérations des Amateurs de Billard (UIFAB, febrer de 1957) i Fédération Internationale de Billard (FIB; març de 1957).